# Sunderland
Sunderland è il centro storico dell'omonima città, che include anche i sobborghi di Washington, Hetton-le-Hole e Houghton-le-Spring, nell'Inghilterra nord-orientale, all'interno della contea metropolitana di Tyne and Wear. La popolazione nel 2001 era di 177 739 abitanti. Dista 445 km da Londra.

## Geografia fisica
Gran parte della città si estende lungo una bassa catena collinare che scorre parallela alla costa. Si trova, in media, ad un'altezza di 80 metri sul livello del mare. Sunderland è divisa dal fiume Wear, che qui sfocia nel Mare del Nord e che passa attraverso il centro della città in una valle dai versanti particolarmente ripidi, di cui una parte è conosciuta come Hylton Gorge. I soli due ponti stradali che connettono la parte nord a quella sud sono il Queen Alexandra Bridge presso Pallion e il Wearmouth Bridge appena a nord del centro cittadino. Lungo l'A19 c'è un terzo ponte che permette di passare per l'ovest della città.
Molti sobborghi di Sunderland si trovano verso la zona ovest del centro della città con il 70% della sua popolazione che vive a sud del fiume e il 30% a nord. La città si estende in direzione del lungomare di Hendon e Ryhope a sud e di Seaburn a nord.
L'area fa parte della diocesi anglicana di Durham. Si trova nella diocesi cattolica di Hexham da quando la gerarchia cattolica è stata riformata nel 1850.

## Monumenti e luoghi d'interesse
- Castel Lambton

## Sport
La squadra di calcio locale è il Sunderland Association Football Club, che milita in Premier league (prima divisione inglese).

## Amministrazione

### Gemellaggi
Sunderland è gemellata con 
- Essen, dal 1949
- Saint-Nazaire
- Washington
- Harbin